# La sierra de los Benteveos
La sierra de los Benteveos  es el octavo capítulo del ciclo de unitarios ficcionales del programa Historias de corazón, emitido por Telefe. Este episodio se estrenó el día 26 de febrero de 2013.

## Trama
Graciela (Virginia Lago) es una mujer viuda con una buena posición económica gracias a su trabajo como escritora.  Un día, cansada de la ciudad, decide salir en busca de un lugar tranquilo y así lograr inspiración para escribir su nueva novela. En su búsqueda se topa con una cabaña de un pequeño pueblo de Olavarría, allí conoce a Guillermo (Miguel Ángel Solá), el dueño de dicha cabaña. Guillermo es un hombre amargado y algo retraído, al que le acaba de abandonar su esposa después de muchos años de matrimonio. La tranquilidad y soledad del pueblo logran que Graciela y Guillermo se enamoren.

## Elenco
- Virginia Lago - Graciela
- Miguel Ángel Solá - Guillermo
- Marcos Montes -
- Marcela Ferradás -
- Mariana Richaudeau -
- Laura Bove -
- Juan Pablo Galimberti -

## Ficha técnica
- Autor: María de las Mercedes Hernando
- Coordinación autoral: Esther Feldman
- Producción ejecutiva: Susana Rudny
- Dirección: Grendel Resquin